# Junior (Virginie-Occidentale)
Pour les articles homonymes, voir Junior.
Junior est une ville américaine située dans le comté de Barbour en Virginie-Occidentale.
Selon le recensement de 2010, Junior compte 520 habitants. La municipalité s'étend sur 0,34 mille carré (0,88 km2).
La ville a été ainsi nommée par Henry Gassaway Davis, en l'honneur de son fils, John.